# DWS Group
Die DWS Group GmbH & Co. KGaA (DWS Group) mit Sitz in Frankfurt am Main ist ein zur Deutschen Bank gehöriger, börsennotierter Vermögensverwalter. Das Unternehmen wurde 1956 gegründet und gehörte von 2004 bis zu seinem Börsengang 2018 vollständig zur Deutschen Bank. Die DWS verwaltet 1.012 Mrd. Euro an Vermögen (Stand Ende 2024).

## Geschichte
Die DWS wurde am 22. Mai 1956 in Hamburg unter dem Namen „Deutsche Gesellschaft für Wertpapiersparen“ gegründet und bot ein aktiv gemanagtes Fondsangebot an. Zum Gründungskonsortium gehörten die Deutsche Bank mit 30 %, Brinckmann, Wirtz & Co., Metallgesellschaft, Sal. Oppenheim jr. & Cie mit je 8 %, Badische Bank, Delbrück Schickler & Co. mit je 7 % sowie die Berliner Disconto Bank, Deutsche Unionbank, Conrad Hinrich Donner, Georg Hauck & Sohn, B. Metzler, Schröder Gebrüder & Co., Alwin Steffan und August Thyssen-Bank mit je 4 %.
Im Jahr 2004 schied das Bankhaus Hauck & Aufhäuser Privatbankiers aus, und fortan war die DWS vollständig im Besitz der Deutschen Bank.
Am 10. Januar 2007 wurde die ETF-Plattform db X-trackers innerhalb der Deutschen Bank eingeführt.
Die DWS übernahm am 7. April 2009 die Fondsverwaltung von RREEF.
Am 12. September 2012 gab die Deutsche Bank bekannt, die Division „Deutsche Asset & Wealth Management“ zu schaffen und die DWS vollständig zu integrieren. Gleichzeitig wurde das Geschäft mit passiv gemanagten Produkten und Mandaten (X-trackers) auf die neue Einheit übertragen, während der Name DWS für das deutsche Retail-Geschäft erhalten blieb. Seit ihrer Gründung im Jahr 1956 ist die Deutsche Bank Miteigentümerin der DWS.
Die Trennung der Einheiten Asset & Wealth Management erfolgte am 17. März 2016, wobei die Vermögensverwaltung nun unter dem Namen Deutsche Asset Management firmierte.
Am 5. März 2017 kündigte die Deutsche Bank an, den Börsengang ihres Vermögensverwalters innerhalb von 24 Monaten durchzuführen.
Am 5. Dezember 2017 wurde die Einführung der Marke DWS als globale Dachmarke angekündigt, die ab Ende des ersten Quartals 2018 verwendet werden sollte.
Der Börsengang der DWS an der Frankfurter Wertpapierbörse fand schließlich am 23. März 2018 statt, fast ein Jahr nach der ursprünglichen Ankündigung durch die Deutsche Bank.

## Unternehmensprofil
Die DWS Group ist ein börsennotierter Vermögensverwalter mit Sitz in Frankfurt am Main; weitere Standorte sind London, New York und Hongkong. Neben der globalen Dachmarke DWS, die zugleich das Geschäft mit aktiv gemanagten Investmentfonds bezeichnet, führt das Unternehmen zusätzlich noch die Marke Xtrackers für passiv verwaltete, börsengehandelte Fonds (Exchange Traded Funds (ETF)). Zum Stichtag 31. Dezember 2024 verwaltete die Gesellschaft ein Vermögen von über 1.012 Mrd. Euro (Stand Ende 2024). Hauptaktionär der DWS Group ist die Deutsche Bank.
Der Vermögensverwalter wurde am 22. Mai 1956 als Deutsche Gesellschaft für Wertpapiersparen (DWS) in Hamburg gegründet. Die Deutsche Bank war zunächst mit 30 Prozent beteiligt, die übrigen Anteile entfielen auf Institute wie Sal. Oppenheim, Georg Hauck & Sohn und das Bankhaus Metzler.
Seit dem 5. Dezember 2017 wird die Marke DWS als globale Dachmarke verwendet. Die Markenumstellung aller Einheiten und Produktlinien wurde im Jahr 2018 abgeschlossen. Zwischenzeitlich hatte die Gesellschaft als Geschäftsbereich der Deutschen Bank als Deutsche Asset Management, später als Deutsche Asset & Wealth Management und ab 2016 wieder als Deutsche Asset Management firmiert.
Die DWS Group firmiert als GmbH & Co. KGaA. Aufsichtsratsvorsitzender der KGaA ist Oliver Behrens. Komplementär der KGaA ist die DWS Management GmbH. Die Geschäftsführung besteht aus: Stefan Hoops (Chief Executive Officer und Vorsitzender der Geschäftsführung), Karin Kuder (Leiterin des Chief Administrative Office), Manfred Bauer (Leiter der Product Division), Dirk Görgen (Leiter der Coverage Division), Rafael Otero (Chief Technology & Operations Officer und Leiter der COO Division) und Vincenzo Vedda (Chief Investment Officer).

### Struktur
Die DWS Group bietet aktiv und passiv gemanagte Fondsprodukte sowie alternative Anlagen für private und institutionelle Kunden. Die öffentlich angebotenen Produkte werden unter den Markennamen DWS (aktiv gemanagte Wertpapierfonds) und Xtrackers (ETFs) sowie RREEF (alternative Anlagen, beispielsweise Immobilien- und Infrastrukturfonds) vertrieben. Seit Oktober 2017 werden alle Produkte von einer gemeinsamen Plattform aus gemanagt. Zeitgleich strukturierte die Gesellschaft ihre oberste Führungsriege neu. Das Investmentteam und der Vertrieb (unternehmensintern „Coverage“ genannt) werden jeweils von einer Doppelspitze geführt. Die so genannte Investment Group wird geleitet von Kreuzkamp und Cherki. Die Coverage Group wird von Goergen und Kendall geführt. Die vier Manager berichten an Hoops, der im Unterschied zu Moreau aber nicht mehr Mitglied des Vorstands der Deutschen Bank ist, sondern Generalbevollmächtigter für das Vermögensverwaltungsgeschäft.

### Kennzahlen
Im Jahr 2024 erwirtschaftete die DWS Group Erträge in Höhe von 2,8 Milliarden Euro – nach 2,6 Milliarden Euro im Jahr 2023. Die Nettomittelzuflüsse beliefen sich im Jahr 2024 auf 26 Milliarden Euro (Vorjahr: 28 Milliarden Euro). Das Vorsteuerergebnis belief sich 2024 auf 951 Millionen Euro nach 777 Millionen Euro im Vorjahr. Zum Jahresende 2024 betrug das verwaltete Vermögen 1.012 Milliarden Euro nach 896 Milliarden Euro zum Vorjahresultimo.
Im Jahresabschluss 2023 vermeldete man ein Verwaltetes Vermögen von 896 Mrd. € und erwirtschaftete damit einen Umsatz von 2,6 Mrd. € und erhielt so einen Gewinn vor Steuern von 937 Mio. €. Im selben Jahr beschäftigte man rund 4.500 Arbeitnehmende.

### Geschäftsfelder
Im Geschäft mit aktiv gemanagten Wertpapierfonds verwaltete die DWS Group zum Ende des vierten Quartals 2024 ein Volumen von 548 Milliarden Euro. Die Publikums- und Spezialfonds investieren in Anleihen, Aktien, Multi-Asset und Liquidität. Nach Volumen größter Aktienfonds ist der DWS Top Dividende LD (DE0009848119). Zu den weiteren bekannten Fonds gehören der DWS Concept Kaldemorgen (LU0599947198), der DWS ESG Akkumula (DE0008474024), der DWS Aktien Strategie Deutschland (DE000DWS2D82), der DWS Deutschland (DE0008490962) und der DWS Investa (DE0008474008) (heute DWS ESG Investa LD). Dieser hatte den DAX über seine gesamte 30-jährige Geschichte hinweg übertroffen; von den sechs Fonds, die das erreichten, war er der mit der besten Wertentwicklung. Den DWS Aktien Strategie Deutschland empfahl Finanztest als einen der Top-Fonds für deutsche Aktien.  Der Fonds DWS Deutschland, den Fondsmanager Marcus Poppe im März 2023 übernommen hat, verwaltet 3,4 Milliarden Euro von Privatanlegern. Im Zuge der Wirecard-Insolvenz Juni 2020 erlitt sie Verluste und möchte 600 Millionen Euro wieder einklagen.
Im Geschäft mit passiv gemanagten Fonds bietet die DWS Group börsengehandelte Fonds (ETFs) und Exchange-traded Commodities (ETCs), systematische Fonds sowie institutionelle, passive Mandate unter dem Namen Xtrackers by DWS an. Das verwaltete Vermögen in passiven Investments summierte sich zum Ende des zweiten Quartals 2025 auf 244,91 Milliarden Euro. Xtrackers ist damit in Europa der drittgrößte Anbieter von börsengehandelten Fonds und der größte deutsche Anbieter. Xtrackers ist neben Standorten in Europa auch in den USA und Asien vertreten. Die Xtrackers Palette von Exchange Traded Funds ist an zahlreichen Börsen gelistet.
Das ETF-Geschäft der DWS Group begann 2007 unter dem Dach der Deutschen Bank mit einer Palette von synthetisch replizierenden ETFs. Mittlerweile wird der Großteil des ETF-Vermögens physisch repliziert.

### Börsengang
Der am 5. März 2017 von der Deutschen Bank angekündigte Börsengang der DWS Group erfolgte am 23. März 2018. Das Emissionsvolumen wurde vorab in Medienberichten auf rund 2 Mrd. Euro geschätzt. In einem Gespräch mit dem Handelsblatt im September 2017 stellte der seinerzeitige CEO Moreau die Profitabilität, die Ertragsstärke und die Mittelzuflüsse des Vermögensverwalters heraus. Dennoch konnte die Deutsche Bank lediglich 22,25 % statt der geplanten 25 % der Aktien am Markt platzieren. Der Emissionspreis lag bei 32,50 Euro je Aktie; zur Börsennotierung bedeutete dies eine Marktkapitalisierung von 6,5 Mrd. Euro.
Die Aktie der DWS Group ist im Prime Standard der Deutschen Börse gestartet. Am 20. Juni 2018 erfolgte die Aufnahme in den Nebenwerte-Index SDAX. Zum 24. März 2025 stieg das Unternehmen in den MDAX auf.

## Greenwashing
Im August 2021 berichteten die Medien, die amerikanische Börsenaufsicht SEC ermittle gegen die DWS wegen des Verdachts auf Greenwashing. Die Aufseher prüften, ob der Vermögensverwalter den Umfang seiner nachhaltigen Anlagen überhöht ausgewiesen und Beurteilungskriterien für nachhaltige Investments vernachlässigt habe. Die Grünfärberei komme einem Etikettenschwindel gleich. Die Fondsgesellschaft erklärte daraufhin, dass sie zu den Offenlegungen in ihren Jahresberichten stehe. Wegen mangelnder Geldwäschekontrollen und Angaben zu angeblich „grünen“ Fonds („ESG“) erklärte sich die DWS am 25. September 2023 gegenüber der amerikanischen Börsenaufsicht SEC zu einer Zahlung von 25 Millionen Dollar bereit.
Anfang 2023 kritisierte Greenpeace DWS wiederholt für massives Greenwashing und deutlich über anderen deutschen Vermögensverwaltern liegende Investitionsvolumina in Kohle-, Gas- und Erdölunternehmen. Zudem gäbe es fürs C-Level durch Bonuszahlungen systematische Anreize zum Greenwashing. Am 16. Januar 2024 ermittelten Staatsanwaltschaft und Bundeskriminalamt wegen des Verdachts auf Greenwashing erneut bei der DWS. Im April 2025 verhängte die Staatsanwaltschaft Frankfurt ein Bußgeld in Höhe von 25 Millionen Euro gegen die DWS. Damit handelt es sich weltweit um das bislang höchste in der Finanzindustrie aufgrund von ESG-Verstößen verhängte Bußgeld (ca. 27 Millionen US-Dollar).

## Ermittlungen
Am 31. Mai 2022 durchsuchten 50 Ermittler von Staatsanwaltschaft Frankfurt, Bundeskriminalamt und Finanzaufsicht Räumlichkeiten der Deutschen Bank und ihrer Tochter DWS wegen des Verdachts des Kapitalanlagebetrugs. Am 1. Juni 2022 gab die DWS bekannt, dass der Leiter Asoka Wöhrmann sein Amt bei der Hauptversammlung am 9. Juni 2022 niederlegt. Neuer Vorsitzender der Geschäftsführung wurde Stefan Hoops vom Mutterkonzern Deutsche Bank.